# Корнєєв Павло Васильович
Павло Васильович Корнєєв (1907, село Бережки Жиздринського повіту Калузької губернії, тепер Калузької області, Російська Федерація — ?) — український радянський партійний діяч, секретар Волинського обласного комітету КП(б)У, 1-й секретар Луцького міського комітету КПУ, заступник голови Кіровоградського облвиконкому.

## Біографія
Трудову діяльність розпочав у 1923 році підсобним робітником заводу селища Людиново Калузької губернії.
Закінчив Брянську окружну партійну школу.
У 1927—1932 роках — електромашиніст Дніпробуду в місті Запоріжжі; машиніст парових молотів Краматорського машинобудівного заводу на Донбасі.
Член ВКП(б) з 1931 року.
З 1932 року перебував на відповідальній партійно-пропагандистській роботі в Донецькій та Ворошиловградській областях. З 1938 року — 2-й секретар Міловського (?) районного комітету КП(б)У Ворошиловградської області.
З 1941 по 1942 рік — учасник німецько-радянської війни. Служив інструктором політичного відділу 206-ї авіаційної дивізії Південно-Західного фронту.
У 1942—1944 роках — завідувач сектору ЦК КП(б)У в Москві, Харкові, Києві.
У 1944—1947 роках — 1-й секретар Ямпільського районного комітету КП(б)У Вінницької області.
У 1947—1950 роках — слухач Київської Вищої партійної школи при ЦК КП(б)У. Закінчив Київський державний педагогічний інститут імені Горького.
З серпня 1950 по лютий 1951 року — інспектор ЦК КП(б)У.
У 1950 (оф. лютому 1951) — 6 вересня 1952 року — секретар Волинського обласного комітету КП(б)У.
24 серпня — 16 грудня 1952 року — 1-й секретар Луцького міського комітету КПУ Волинської області.
До березня 1955 року — начальник Кіровоградського обласного управління культури.
15 березня 1955 — після 1961 року — заступник голови виконавчого комітету Кіровоградської обласної ради депутатів трудящих.
У січні 1963 — грудні 1964 року — голова Кіровоградського промислової обласної ради професійних спілок.

## Нагороди
- орден Трудового Червоного Прапора (26.02.1958)
- медалі